# Li Yan (volley-ball)
Pour les articles homonymes, voir Li Yan.
Li Yan, née le 1er mai 1976 à Fuzhou, est une joueuse de volley-ball chinoise.

## Palmarès
- Jeux olympiques
  -  Médaille d'argent en 1996 à Atlanta
  - 5e en 2000 à Sydney

- Championnat du monde de volley-ball féminin
  -  Finaliste en 1998 en Chine

- Coupe du monde de volley-ball féminin
  -  Troisième en 1995 au Japon